# Санцевич, Антон Михайлович
Анто́н Миха́йлович Санце́вич (1881—?) — крестьянин, депутат Государственной думы II созыва от Гродненской губернии.

## Биография
По одним сведениям крестьянин из деревни Новое Село Росской волости Волковысского уезда Гродненской губернии и владел 1/4 земельного надела, по другими по сословной принадлежности относился к мещанам. Выпускник приходского министерского училища, затем окончил специальную железнодорожно-телеграфную школу. Служил на военном телеграфе во время русско-японской войны 1904—1905.  Служил помощником начальника на железной дороге. 
Участвовал в выборах в 1-ю Государственную думу в качестве выборщика. Как пишет Санцевич в своих воспоминаниях, одним из самых популярных среди крестьян кандидатов был М. М. Ерогин, который "у южных крестьян нашей [Гродненской] губернии был особого рода «кумиром»" Когда в ходе голосования выяснилось, что "Ерогину готовилось крушение, так как при <...> перебаллотировке Ерогина и Якобсона [Якубсона (так правильно), набравших одинаковое число голосов], паны [поляки] положили бы Ерогину непременно черные", Санцевич, вероятный кандидат в депутаты, снял свою кандидатуру, чтобы наверняка провести в думу Ерогина. Как известно, Ерогин ожиданий не оправдал и был активным проводником правительственной политики по обработке крестьян-депутатов, вошедшей в историю как "Ерогинская живопырня". Санцевич — автор мемуаров о выборах в Первую думу.
Во время выборов во 2-ю думу оставался беспартийным.
6 февраля 1907 Санцевич избран в Государственную думу II созыва от общего состава выборщиков Гродненского губернского избирательного собрания. По одним сведениям в Думе вошёл в группу беспартийных, по другим — член Трудовой Группы. Состоял в Думской комиссии по народному образованию.
По-видимому, речь идёт именно о депутате 2-й думы в сообщении, что 8 февраля 1920 землемер Курганского уземотдела Антон Михайлович Санцевич был арестован по обвинению в антисоветской агитации Челябинской губернской ЧК.  6 октября 1920 приговорён к 5 годам лишения свободы. Но через 4 месяца, 10 февраля 1921 года, освобождён Челябинской губчека как литовский подданный с правом выезда на родину.
Дальнейшая судьба и дата смерти неизвестны.

## Сочинения
- Как состоялись выборы в Государственную думу: Рассказ выборщика от крестьян Волковысского уезда А. Санцевича. Гродно, 1906.